# Hiệp hội các trường chuyên nghiệp về quan hệ quốc tế
Hiệp hội các trường chuyên nghiệp về quan hệ quốc tế (APSIA) là một tổ chức giáo dục phi lợi nhuận của các trường đại học giảng dạy các vấn đề quốc tế, với 40 thành viên và 26 chi nhánh trên khắp thế giới.
Khởi đầu là một mạng lưới các trường sau đại học của Mỹ vào giữa những năm 1970, APSIA được chính thức thành lập vào năm 1989 và phát triển thành một hiệp hội quốc tế, với các trường thành viên và liên kết ở Châu Á, Châu Âu, Mỹ Latinh và Bắc Mỹ. Hiệp hội hỗ trợ các thành viên đổi mới giáo dục chuyên nghiệp trong các vấn đề quốc tế và thúc đẩy hiểu biết quốc tế, thịnh vượng, hòa bình và an ninh.
Cựu sinh viên của các trường thành viên APSIA đã làm việc trong nhiều lĩnh vực, với 12 người đang đảm nhiệm các vị trí nguyên thủ quốc gia, và nhiều người là quan chức cấp cao trong nội các nhiều nước. Các trường thành viên có tỷ lệ tìm được việc làm toàn thời gian hoặc trúng tuyển bậc tiến sĩ là 91% ngay sau khi tốt nghiệp.

## Các trường thành viên
- Trường Dịch vụ Quốc tế, Đại học American
- Trường Quan hệ Quốc tế Norman Paterson, Đại học Carleton
- Trường Quan hệ Quốc tế và Công cộng, Đại học Columbia
- Trường Chính sách Công Sanford, Đại học Duke
- Trường Quốc tế và Nội vụ Steven J. Green, Đại học Quốc tế Florida
- Trường Quan hệ Quốc tế Elliott, Đại học George Washington
- Trường Dịch vụ Đối ngoại Edmund A. Walsh, Đại học Georgetown
- Trường Quan hệ Quốc tế Sam Nunn, Học viện Công nghệ Georgia
- Sau đại học Viện Nghiên cứu Quốc tế và Phát triển Geneva (IHEID)
- Trường Chính phủ John F. Kennedy, Đại học Harvard
- Trường Hertie
- Trường Các vấn đề Công và Toàn cầu, Đại học IE
- Trường Nghiên cứu Quốc tế Cấp cao Paul H. Nitze, Đại học Johns Hopkins
- Khoa nghiên cứu quốc tế sau đại học, Đại học Cao Ly
- Học viện Quan hệ Quốc tế Nhà nước Moscow (MGIMO)
- Trường Chính sách công Lý Quang Diệu, Đại học Quốc gia Singapore
- Trường Quan hệ Quốc tế Đại học Bang Pennsylvania
- Trường Quan hệ Công cộng và Quốc tế, Đại học Princeton
- Khoa Quan hệ Quốc tế Cao học, Đại học Ritsumeikan
- Trường Quan hệ Quốc tế Paris, Viện Nghiên cứu Chính trị Paris
- Khoa Nghiên cứu Quốc tế Sau đại học, Đại học Quốc gia Seoul
- Viện Nghiên cứu Quốc tế Freeman Spogli, Đại học Stanford
- Trường Kinh tế Stockholm
- Trường Công dân và Công vụ Maxwell, Đại học Syracuse
- Trường Chính phủ và Dịch vụ Công Bush, Đại học Texas A&M
- Trường Luật và Ngoại giao Fletcher, Đại học Tufts
- Trường Chiến lược và Chính sách Toàn cầu, Đại học California, San Diego
- Josef Korbel School of International Studies, University of Denver
- Trường Chính sách Công, Đại học Maryland
- Trường Chính sách Công Gerald R. Ford, Đại học Michigan
- Hubert H. Humphrey School of Public Affairs, Đại học Minnesota
- Trường Cao học về Các vấn đề Công và Quốc tế, Đại học Pittsburgh
- Chương trình Thạc sĩ Ngoại giao Công chúng, Đại học Nam California
- Chương trình Thạc sĩ Quản trị và Quan hệ Quốc tế, Đại học St. Gallen
- Trường Công vụ Lyndon B. Johnson, Đại học Texas ở Austin
- Trường Quan hệ Quốc tế Munk, Đại học Toronto
- Trường Nghiên cứu Quốc tế Henry M. Jackson, Đại học Washington
- Viện Các vấn đề Toàn cầu Jackson, Đại học Yale
- Khoa nghiên cứu quốc tế sau đại học, Đại học Yonsei

## Các trường liên kết
- Trường Quan hệ Công cộng và Quốc tế, Học viện Ngoại giao Azerbaijan
- Trường Quản lý Toàn cầu Thunderbird, Đại học Bang Arizona
- Trường Quan hệ Quốc tế Balsille
- Trường Nghiên cứu Toàn cầu Pardee, Đại học Boston
- Trường Quản lý và Chính sách Xã hội Heller, Đại học Brandeis
- Viện Chính trị và Chiến lược, Đại học Carnegie Mellon
- Chương trình Nghiên cứu Quốc tế, Đại học DePaul
- Học viện Ngoại giao Vienna, Trường Nghiên cứu Quốc tế Vienna
- Chương trình Sau đại học về Kinh tế Chính trị Quốc tế và Phát triển, Đại học Fordham
- Trường Chính sách và Chính phủ Schar, Đại học George Mason
- Viện Nghiên cứu Quốc tế Barcelona (IBEI)
- Khoa Quan hệ Quốc tế, Đại học Quốc tế Nhật Bản
- Chương trình Thạc sĩ Quan hệ Quốc tế, Đại học Monash
- Trường Nghiên cứu Quốc tế S. Rajaratnam, Đại học Công nghệ Nanyang
- Trường Quan hệ Quốc tế, Đại học Quốc gia Chengchi
- Trường Dịch vụ Công Robert F. Wagner, Đại học New York
- Trường Công vụ và Quốc tế, Đại học Bang North Carolina
- Trường Chính sách Công, Đại học Pepperdine
- Trung tâm Nghiên cứu Quốc tế Jan Masaryk, Đại học Kinh tế và Kinh doanh Praha
- Khoa Ngoại giao và Quan hệ Quốc tế, Đại học Seton Hall
- Đại học Mở rộng Colombia
- Trường Công cộng và Quốc tế, Đại học Georgia
- Chương trình tổ chức quốc tế MBA, Đại học Geneva
- Chương trình Thạc sĩ Nghệ thuật về Quản trị Quốc tế, Đại học Miami
- Khoa Nghiên cứu Quốc tế, Đại học Oregon
- Trường Nghiên cứu Quốc tế, Đại học Trento
- Khoa nghiên cứu quốc tế sau đại học, Đại học Utsunomiya
- Khoa Nghiên cứu Châu Á - Thái Bình Dương, Đại học Waseda
- Chương trình Chính sách Công, Đại học William & Mary